# Dolní Bradlo
Dolní Bradlo je vesnice a část obce Horní Bradlo v okrese Chrudim. Nachází se na jihovýchodě Horního Bradla. Dolní Bradlo leží v katastrálním území Horní Bradlo o výměře 8,6 km².

## Historie
První písemná zmínka o vesnici pochází z roku 1329.